# 모리스 오댕
모리스 오댕(프랑스어: Maurice Audin, 1932년 2월 14일 ~ 1957년 6월 21일경)은 프랑스의 수학자이다. 연구 조교수로 알제 대학교에서 근무하였으며 알제리 공산당 당원으로 반식민주의 활동을 하다가 알제리 전쟁의 알제 전투 중 프랑스군에게 붙잡혀 고문당해 사망했다.
2018년 프랑스의 에마뉘엘 마크롱 대통령은 오댕의 사망과 관련해 프랑스군의 고문과 살해 사실을 인정하고 유족에게 사죄하였다. 알제의 모리스 오댕 광장(Place Maurice-Audin), 프랑스 산업응용수학회와 프랑스수학회 등이 후원하는 모리스 오댕 상(Maurice Audin Prize) 등으로 기념되고 있다. 자녀로 수학자인 미셸 오댕(Michèle Audin)이 있다.

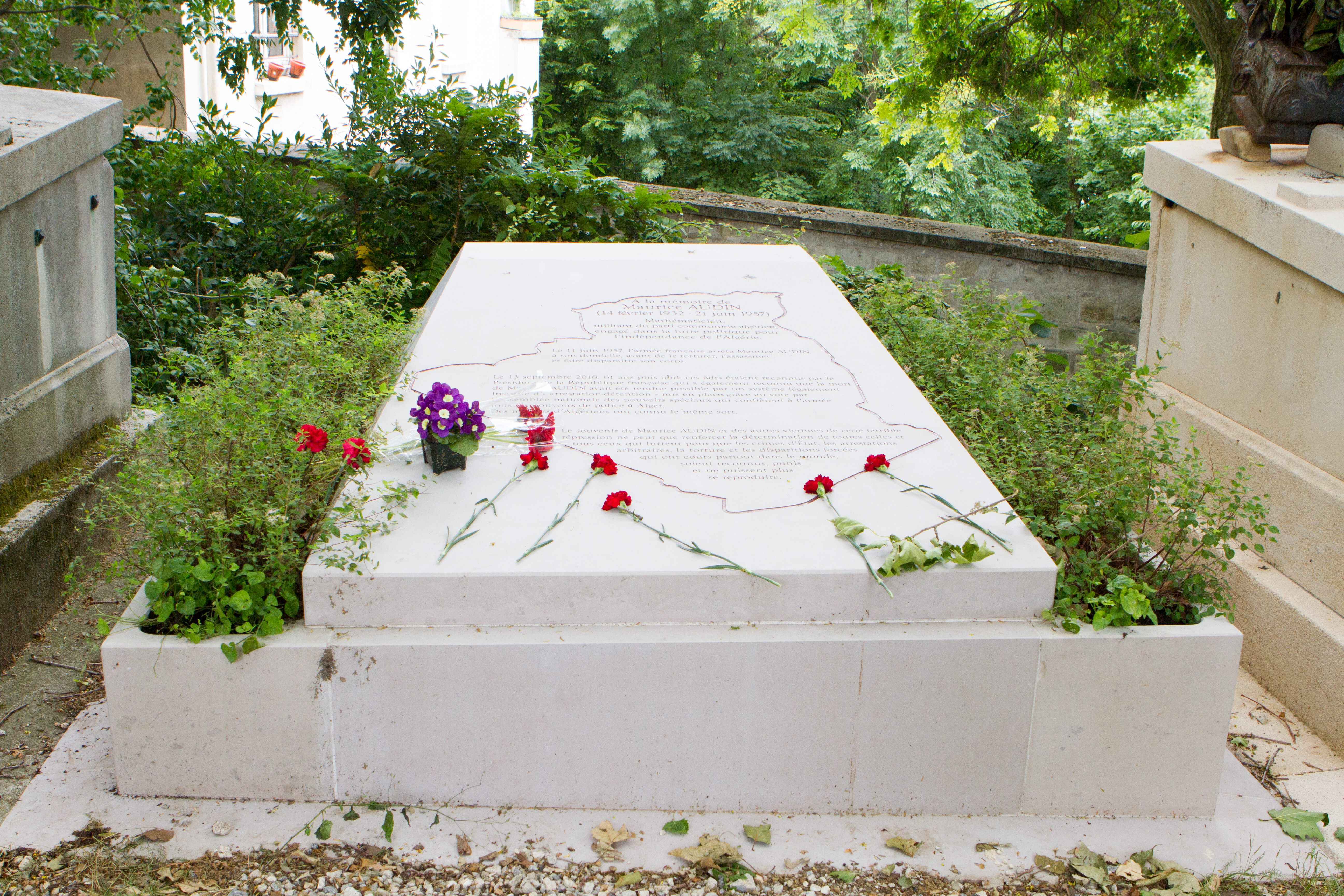
페르 라셰즈 묘지의 오댕 기념비